# Księstwo dzielnicowe
Uzasadnienie: argumenty w dyskusji: Wikipedia:Poczekalnia/artykuły/2022:09:16:Księstwo dzielnicowe
     Dzielnica senioralna (wschodnia Wielkopolska, Małopolska, zachodnie Kujawy, ziemia wieluńska)
     Ziemia Władysława II (Księstwo śląskie)
     Ziemia Bolesława IV (Księstwo mazowieckie obejmujące Mazowsze, wschodnie Kujawy)
     Ziemie Mieszka III (Księstwo wielkopolskie (zachodnia Wielkopolska))
     Ziemie Henryka (Księstwo sandomierskie)
     Lenno Polski pod kontrolą princepsa (Księstwo pomorskie)
     Oprawa wdowia Salomei (prowincja / księstwo łęczyckie obejmujące ziemię łęczycką, ziemię sieradzką i trzy kasztelanie zapilickie / nadpilickie)

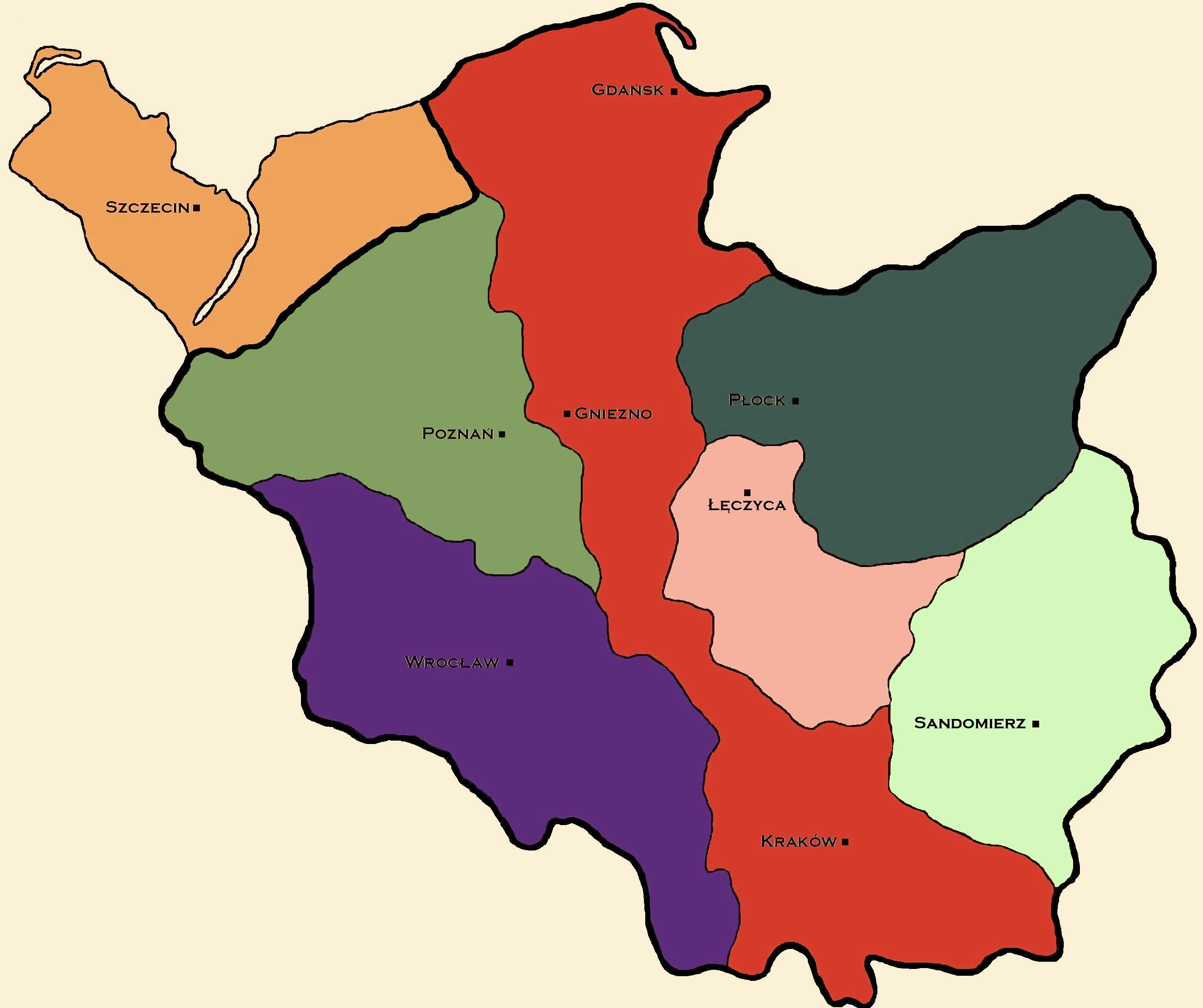
Dzielnice Polskie w 1138 roku::
Dzielnica senioralna (wschodnia Wielkopolska, Małopolska, zachodnie Kujawy, ziemia wieluńska)
Ziemia Władysława II (Księstwo śląskie)
Ziemia Bolesława IV (Księstwo mazowieckie obejmujące Mazowsze, wschodnie Kujawy)
Ziemie Mieszka III (Księstwo wielkopolskie (zachodnia Wielkopolska))
Ziemie Henryka (Księstwo sandomierskie)
Lenno Polski pod kontrolą princepsa (Księstwo pomorskie)
Oprawa wdowia Salomei (prowincja / księstwo łęczyckie obejmujące ziemię łęczycką, ziemię sieradzką i trzy kasztelanie zapilickie / nadpilickie)

Księstwo dzielnicowe – w średniowieczu (ale także w epoce nowożytnej) księstwo powstałe w warunkach monarchii patrymonialnej na skutek rozdrobnienia feudalnego, które w Europie Środkowo-Wschodniej miało zwykle charakter rozbicia dzielnicowego.